# O Retrato de Dorian Gray (1945)
The Picture of Dorian Gray (bra/prt: O Retrato de Dorian Gray) é um filme estadunidense de 1945, dos gêneros drama romântico, horror e suspense, escrito e dirigido por Albert Lewin para a Metro-Goldwyn-Mayer, baseado no romance homônimo de Oscar Wilde.

## Sinopse
Na Londres de 1886, vive Dorian Gray, homem moralmente corrupto que guarda um retrato seu misterioso: os anos passam, e quem envelhece é o retrato.

## Elenco
- Hurd Hatfield .... Dorian Gray
- George Sanders .... Lord Henry Wotton
- Lowell Gilmore .... Basil Hallward
- Donna Reed .... Gladys Hallward
- Angela Lansbury .... Sibyl Vane
- Peter Lawford .... David Stone
- Richard Fraser .... James Vane
- Douglas Walton .... Allen Campbell
- Morton Lowry .... Adrian Singleton
- Miles Mander .... Sir Robert Bentley
- Lydia Bilbrook .... Sra. Vane
- Mary Forbes .... Lady Agatha
- Robert Greig .... Sir Thomas
- Moyna Macgill .... Duquesa
- Anita Sharp-Bolster .... Lady Harborough
- Billy Bevan .... Malvolio Jones
- Lilian Bond .... Kate

## A pintura

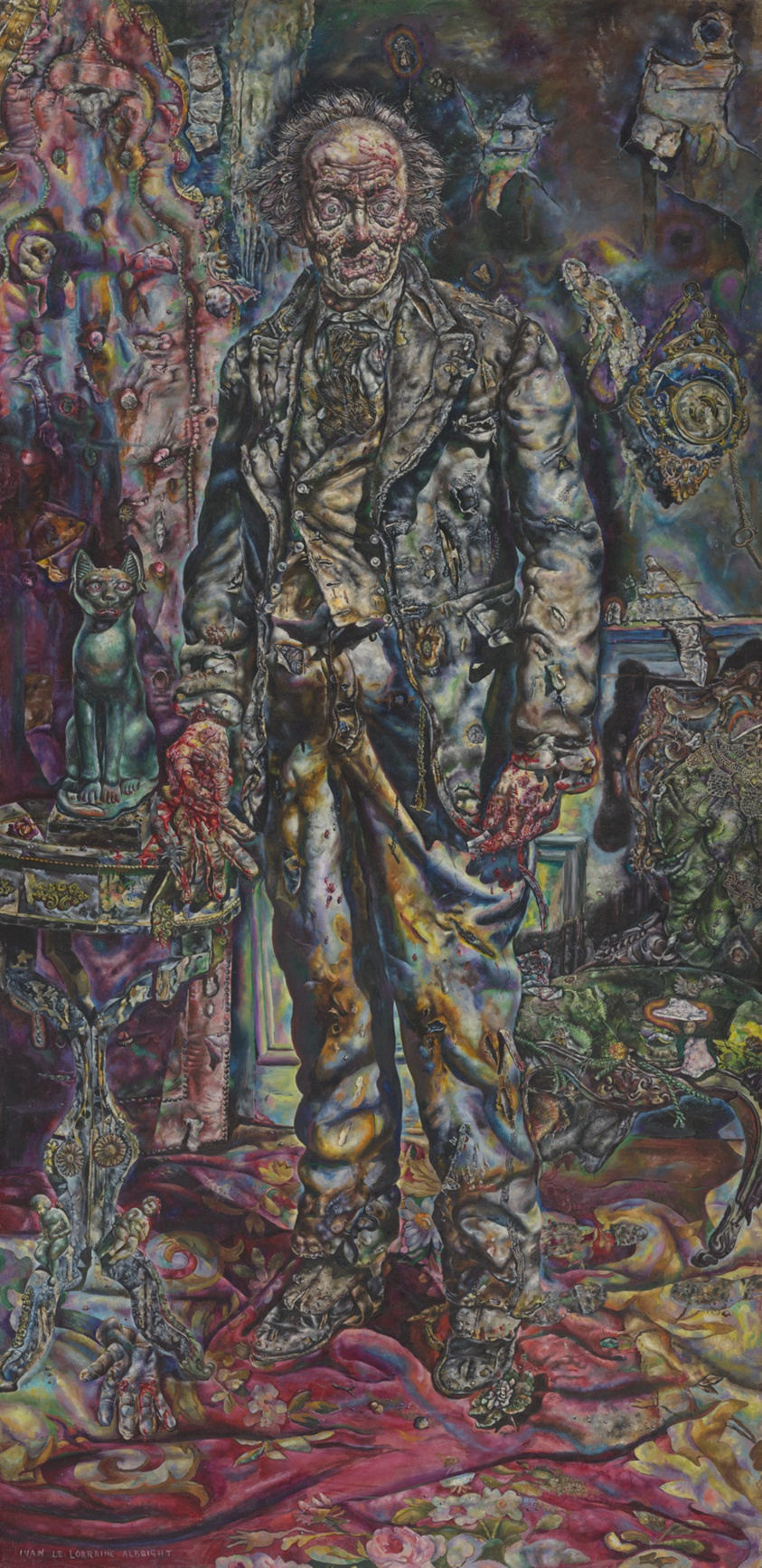
Pintura de Dorian Gray, de Albright, do filme de 1945

A pintura usada no filme, intitulada Retrato de Dorian Gray, foi pintada em comissão durante a realização do filme em 1943-1944 por Ivan Le Lorraine Albright, um artista americano que era bem conhecido como pintor do macabro.[carece de fontes?]
O retrato original de Dorian Gray, visto no início do filme, foi pintado por Henrique Medina. A obra foi originalmente vendida no lendário leilão da MGM ocorrido em 1970, no qual objetos do estúdio foram vendidos em uma série de leilões com duração de vários meses. Ele foi então vendido em um leilão da Butterfield and Butterfield Entertainment Memorabilia, em 1997 por US$ 17.250, e em 2015 foi vendido na Christie's, em Nova Iorque, por US$ 149 mil.[carece de fontes?]

## Musica
A primeira peça de piano tocada por Dorian para Sibyl é o Prelúdio Nº 24 em Ré Menor de Frédéric Chopin. Mais tarde, na casa em Blue Gate Field, ouve-se a Sonata ao Luar de Ludwig van Beethoven.[carece de fontes?]

## Bilheteria
De acordo com os registros da MGM, o filme arrecadou US$ 1,4 milhão nos EUA e Canadá, e US$ 1,5 milhão no resto do mundo, resultando em prejuízo de US$ 26 mil.[carece de fontes?]

## Prêmios e indicações
| Premiação         | Categoria                                  | Indicado(s)                                                         | Resultado                   |
| ----------------- | ------------------------------------------ | ------------------------------------------------------------------- | --------------------------- |
| Golden Globe 1946 | Melhor atriz coadjuvante em cinema         | Angela Lansbury                                                     | Venceu                      |
| Oscar 1946        | Melhor direção de arte - p&b               | John Bonar, Cedric Gibbons, Hugh Hunt, Hans Peters, Edwin B. Willis | Indicado                    |
| Oscar 1946        | Melhor atriz coadjuvante                   | Angela Lansbury                                                     | Indicado                    |
| Oscar 1946        | Melhor fotografia                          | Harry Stradling                                                     | Venceu                      |
| Prêmio Hugo       | Melhor apresentação dramática              | Albert Lewin, Oscar Wilde                                           | Venceu[carece de fontes?]   |
| Prêmio Saturno    | Melhor lançamento de filme clássico em DVD |                                                                     | Indicado[carece de fontes?] |

### Reconhecimento posterior
Série 100 Anos… do American Film Institute
- 100 anos... 100 Sustos—#86[carece de fontes?]
- 100 Anos… 100 Heróis e Vilões
  - Dorian Gray—Indicado a Vilão[carece de fontes?]